# تيم تشيو
تيم تشيو (بالإنجليزية: Tim Chiou)‏ هو ممثل أمريكي تايواني ولد في يوم 23 نوفمبر 1979 في آيوا سيتي في ولاية آيوا. بدأ التمثيل في سنة 2005، ومثل في عدة أفلام ومسلسلات منها وادي السيليكون وسيل تيم.

## روابط خارجية
- تيم تشيو على موقع IMDb (الإنجليزية)
- تيم تشيو على موقع قاعدة بيانات الفيلم (الإنجليزية)